# Johns Hopkins Hospital
O Johns Hopkins Hospital é um hospital universitário em Baltimore, Maryland (Estados Unidos). Foi fundado com o dinheiro de uma doação efetuada pelo filantropo Johns Hopkins. É reputado como um dos maiores hospitais do mundo, e tem liderado o ranking de Hospitais Americanos do U.S. News & World Report por 19 anos consecutivos, figurando como o número um da lista desde o início da década passada. Muito famoso graças a seus grandes médicos como o doutor Ben Carson (como mostra no filme Mãos Talentosas) e o proeminente doutor Paul R. McHugh, psiquiatra, pesquisador e educador americano, por 26 anos Chefe de Psiquiatria do Johns Hopkins Hospital, Professor de Psiquiatria e diretor do Departamento de Psiquiatria e Ciência Comportamental da Universidade Johns Hopkins, uma das melhores universidades do mundo e autor, co-autor e editor de sete livros dentro de seu campo.
O principal campus médico do hospital está localizado em East Baltimore e é servido pelo metrô de Baltimore.